# Frénois, Vosges
Frénois là một xã, nằm ở tỉnh Vosges trong vùng Grand Est của Pháp. Xã này có diện tích 4,94 km², dân số năm 1999 là 55 người. Xã này nằm ở khu vực có độ cao trung bình 340 m trên mực nước biển.

## Biến động dân số
| 1962                                         | 1968 | 1975 | 1982 | 1990 | 1999 |
| -------------------------------------------- | ---- | ---- | ---- | ---- | ---- |
| 34                                           | 40   | 38   | 37   | 37   | 55   |
| Số liệu từ năm 1962: Dân số không tính trùng |      |      |      |      |      |